# Тексас, Алексис
Алексис Тексас (англ. Alexis Texas, 25 мая 1985 года, Панама, военная база вооружённых сил США) — американская порноактриса.

## Биография
Алексис Тексас родилась на военной базе в Панаме, где служил её отец. Имеет немецкие, пуэрториканские и норвежские корни. В юности она работала барменом в родном городе Кастровилле (штат Техас) и носила фамилию Стивенс.
В 2006 году Алексис поменяла фамилию и снялась в своём первом фильме «College Amateur Tour In Texas». После этого девушка переехала в Лос-Анджелес и работала под руководством известной порноактрисы Белладонны. В 2009 году Алексис открывает свою собственную кинокомпанию «Alexis Texas Entertainment». В это же время она снимается для обложки журнала Genesis (англ.), а также в юбилейном номере Hustler, приуроченном к 35-й годовщине издания. В 2010 английское издание журнала Maxim включило её в список 12 порнозвёзд: «Top 12 Porn Stars — The Dirty Dozen».
После окончания карьеры порноактрисы планирует заняться собственным массажным и SPA бизнесом.
По данным на 2021 год, снялась в 866 порнофильмах.
В 2021 году снялась в клипе на песню Tehran Tokyo иранского певца Sasy; в песне звучит строка из фильма «Жизнь и один день». Хотя порноактриса танцует «как все обычные люди», исламское государство вовсе запрещает женщинам танцевать и появляться на публике без хиджаба. После клипа произошло несколько арестов иранских деятелей культуры, связанных с Саси.

## Награды и номинации
| Год  | Церемония                             | Категория                                  | Работа                                            | Результат |
| ---- | ------------------------------------- | ------------------------------------------ | ------------------------------------------------- | --------- |
| 2008 | Night Moves Adult Entertainment Award | Лучшая новая старлетка (по версии фанатов) |                                                   | Победа    |
| 2008 | Empire Award                          | Лучший полнометражный секс на DVD          | Alexis Texas is Buttwoman                         | Победа    |
| 2009 | AVN Award                             | Исполнительница года                       |                                                   | Номинация |
| 2009 | AVN Award                             | Лучший секс-релиз                          | Alexis Texas is Buttwoman                         | Победа    |
| 2009 | CAVR Award                            | Актриса года                               |                                                   | Победа    |
| 2009 | XRCO Award                            | Лучший гонзофильм                          | Alexis Texas is Buttwoman (Elegant Angel)         | Победа    |
| 2009 | XBIZ Award                            | Исполнительница года                       |                                                   | Номинация |
| 2010 | AVN Award                             | Лучшая лесбийская групповая сцена          | Deviance                                          | Победа    |
| 2010 | AVN Award                             | Лучшая парная сцена секса                  |                                                   | Номинация |
| 2010 | F.A.M.E. Award                        | Любимая задница                            |                                                   | Победа    |
| 2011 | AVN Award                             | Лучшая лесбийская сцена втроем             | Buttwoman vs. Slutwoman                           | Победа    |
| 2011 | AVN Award                             | Лучшая групповая сцена секса               | Buttwoman vs. Slutwoman                           | Победа    |
| 2011 | AVN Award                             | Лучшая сцена стриптиза                     | Car Wash Girls                                    | Победа    |
| 2011 | AVN Award                             | Исполнительница года                       |                                                   | Номинация |
| 2011 | NightMoves Award                      | Лучшая исполнительница (по версии фанатов) |                                                   | Победа    |
| 2012 | NightMoves Award                      | Лучшая задница (по версии фанатов)         |                                                   | Победа    |
| 2012 | AVN Award                             | Исполнительница года                       |                                                   | Номинация |
| 2013 | XBIZ Award                            | Лучший сайт исполнителя года               | AlexisTexas.com                                   | Победа    |
| 2013 | Sex Award                             | Лучший сайт порноактрисы                   | AlexisTexas.com                                   | Победа    |
| 2013 | AVN Award                             | Исполнительница года                       |                                                   | Номинация |
| 2014 | AVN Award                             | Самая горячая задница (по версии фанатов)  |                                                   | Победа    |
| 2014 | Fanny Award                           | Самая героическая задница (Лучший анал)    |                                                   | Победа    |
| 2014 | XBIZ Award                            | Лучшая актриса второго плана               | Superman vs. Spider-Man XXX: An Axel Braun Parody | Номинация |
| 2014 | XBIZ Award                            | Исполнительница года                       |                                                   | Номинация |
| 2014 | XBIZ Award                            | Лучшая лесбийская сцена                    |                                                   | Номинация |
| 2014 | XBIZ Award                            | Гонзо-релиз года                           | The Insatiable Miss Alexis Texas                  | Номинация |
| 2015 | AVN Award                             | Самая горячая задница (по версии фанатов)  |                                                   | Победа    |
| 2015 | NightMoves Award                      | Лучшая задница (по версии фанатов)         |                                                   | Победа    |
| 2016 | AVN Award                             | Самая горячая задница (по версии фанатов)  |                                                   | Победа    |
| 2016 | AVN Award                             | Лучшая сцена лесбийского группового секса  | Angela 2                                          | Победа    |
| 2017 | AVN Award                             | Самая горячая задница (по версии фанатов)  |                                                   | Победа    |
| 2018 | AVN Award                             | Самая горячая задница (по версии фанатов)  |                                                   | Победа    |
| 2018 | Зал славы XRCO                        |                                            |                                                   |           |
| 2020 | AVN Award                             | Лучший лесбийский сериал или канал         | Alexis Texas Roadtrip                             | Номинация |